# Paul Fildes
Sir Paul Gordon Fildes OBE FRS (10. februar 1882 – 5. februar 1971) var en britisk patolog og mikrobiolog, der arbejdede med udviklinegn kemisk-biologiske våben ved Porton Down under anden verdenskrig.
Han modtog Copleymedaljen i 1963.